# Peter Max
Peter Max (nacido Peter Max Finkelstein, 19 de octubre de 1937) es un artista germano americano conocido por usar colores brillantes en su obra. Las obras de Max están asociadas con las artes visuales y la cultura de la década de 1960, particularmente el arte psicodélico y el arte pop.

## Primeros años y educación
Max nació en Berlín, hijo de judíos alemanes, Salla y Jakob. Huyeron de Berlín en 1938, estableciéndose en Shanghai, China, donde vivieron durante los siguientes diez años. El tiempo de Peter en Shanghai influyó en gran parte de su trabajo posterior. Le encantaban los colores y el "ballet caligráfico" que presenciaba diariamente en el templo budista al otro lado de la calle de la villa familiar.
En 1948, la familia se trasladó a Haifa, Israel, donde  vivieron para varios años. Peter asistió a la escuela en Monte Carmel, pero a menudo dibujaba en vez de tomar notas. Su director sugirió a sus padres que le dieran clases de arte después de la escuela, y comenzó a estudiar con el profesor Hünik, un expresionista vienés.
De Israel, la familia continuó moviéndose hacia el oeste y se detuvo en  París por varios meses—una experiencia que, según Max, influyó enormemente en su aprecio por el arte. En su corto tiempo en París, la madre de Max lo inscribió en clases de dibujo en el Louvre, donde empezó  para estudiar Fovismo. Después de nueve meses en París, Max y su familia hicieron su último movimiento, estableciéndose en Brooklyn, Nueva York, EE. UU.
Max y sus padres se establecieron por primera vez en Bensonhurst, Brooklyn, en 1953, donde asistió a Lafayette High School, compañeros de clase con el futuro actor Paul Sorvino. En 1956, Max comenzó su formación artística formal en la Art Students League of New York en Manhattan, estudiando anatomía, dibujo y composición con Frank J. Reilly, quien había estudiado en la Liga junto a Norman Rockwell.

## Carrera

### Años 60
En 1962, Max comenzó un pequeño estudio de arte en Manhattan conocido como "The Daly & Max Studio", con su amigo Tom Daly. Daly y Max se unieron a su amigo y mentor Don Rubbo, y los tres trabajaron como grupo en libros y publicidad, por los cuales recibieron reconocimiento de la industria. Gran parte de su trabajo incorporaba imágenes fotográficas antiguas como elementos de collage. El interés de Max en la astronomía contribuyó a su autodenominado período de los "60 cósmicos", que presentaba imágenes psicodélicas de la contracultura. El arte de Max se popularizó a nivel nacional a través de comerciales de televisión como su anuncio de 1968 "una cola" para el refresco 7 Up, que ayudó a impulsar las ventas de sus carteles de arte y otras mercancías.
En 1967, Max solidificó su lugar como un ícono cultural contrario, diseñando los volantes para el segundo 'Be In', una reunión política de hippies principalmente en el Central Park de Nueva York después del desfile de Pascua el 26 de marzo de 1967.
Max apareció en The Tonight Show el 15 de agosto de 1968. Apareció en la portada de la revista Life el 5 de septiembre de 1969 bajo el título "Peter Max: Retrato del artista como un hombre muy rico."

### Años 70

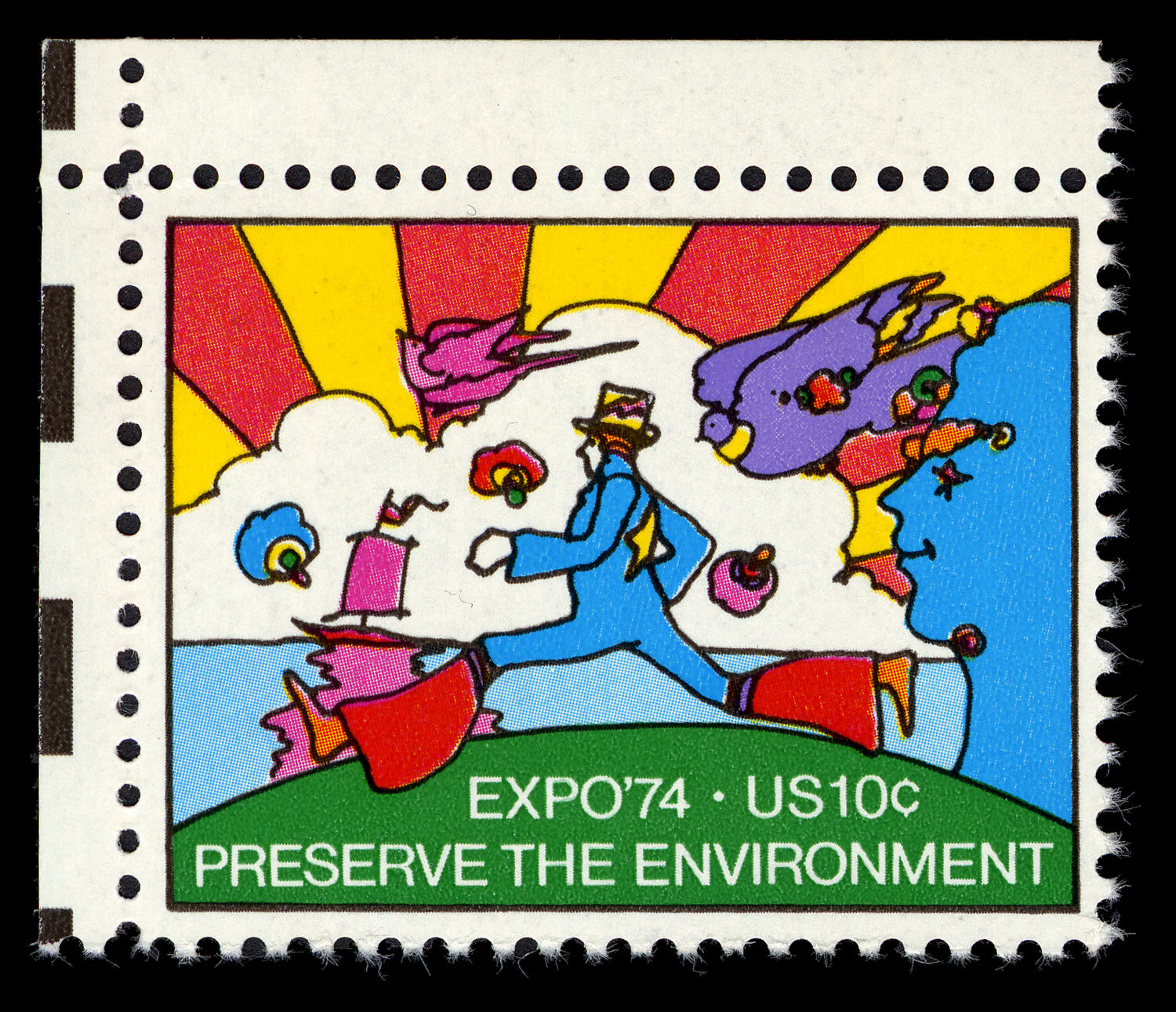
Sello postal de EE. UU. con la obra de Max conmemorando la Expo '74

En 1970, muchos de los productos y carteles de Max fueron presentados en la exposición "El mundo de Peter Max", que se inauguró en el M.H. de Young Memorial Museum en San Francisco. El Servicio Postal de los Estados Unidos comisionó a Max para crear el sello de 10 centavos para conmemorar la Expo '74 World’s Fair en Spokane, Washington, y Max dibujó una colorida escena psicodélica con un "Cosmic Jumper" y un "Sonriente Sabio" contra un telón de fondo de una nube, Los rayos del sol y un barco en el mar sobre el tema de "Preservar el medio ambiente." Según The New York Times, "Su DayGlo-inflected carteles se convirtió en papel pintado para el turno, sintonizar, abandonar la generación."
El 4 de julio de 1976, Max comenzó su serie de la Estatua de la Libertad que le llevó a sus esfuerzos con el CEO de Chrysler, Lee Iacocca, para ayudar en la restauración de la estatua. También ese año, "Peter Max Paints America" fue encargado por la ASEA de Suecia. El proyecto del libro conmemoraba el Bicentenario de los Estados Unidos e incluía el siguiente prólogo: "Peter Max Paints America se basa en obras de arte encargadas por la ASEA de Suecia en el 200 aniversario de la fundación de los Estados Unidos de América, en sincero reconocimiento de los lazos históricos de amistad entre el pueblo de Suecia y el pueblo de los Estados Unidos, recordando que Suecia fue uno de los primeros países en extender su mano en amistad a la nueva nación." Max también había sido comisionado para diseñar señales de bienvenida bilingües para las fronteras de los Estados Unidos, y estaban programadas para ser reveladas en 1976; las señales, sin embargo, no subieron. Los signos estilizados de Max fueron considerados 'demasiado psicodélicos' - lo que para el entonces gobierno significaba que alentaban el uso de drogas. A pesar de las objeciones de Max a estas acusaciones, las señales permanecieron almacenadas hasta 1977, cuando el cambio de administración trajo un cambio de actitud. Los signos permanecieron en su lugar hasta 1984, cuando fueron reemplazados por 'señalización más convencional. '

### Años 80–presente

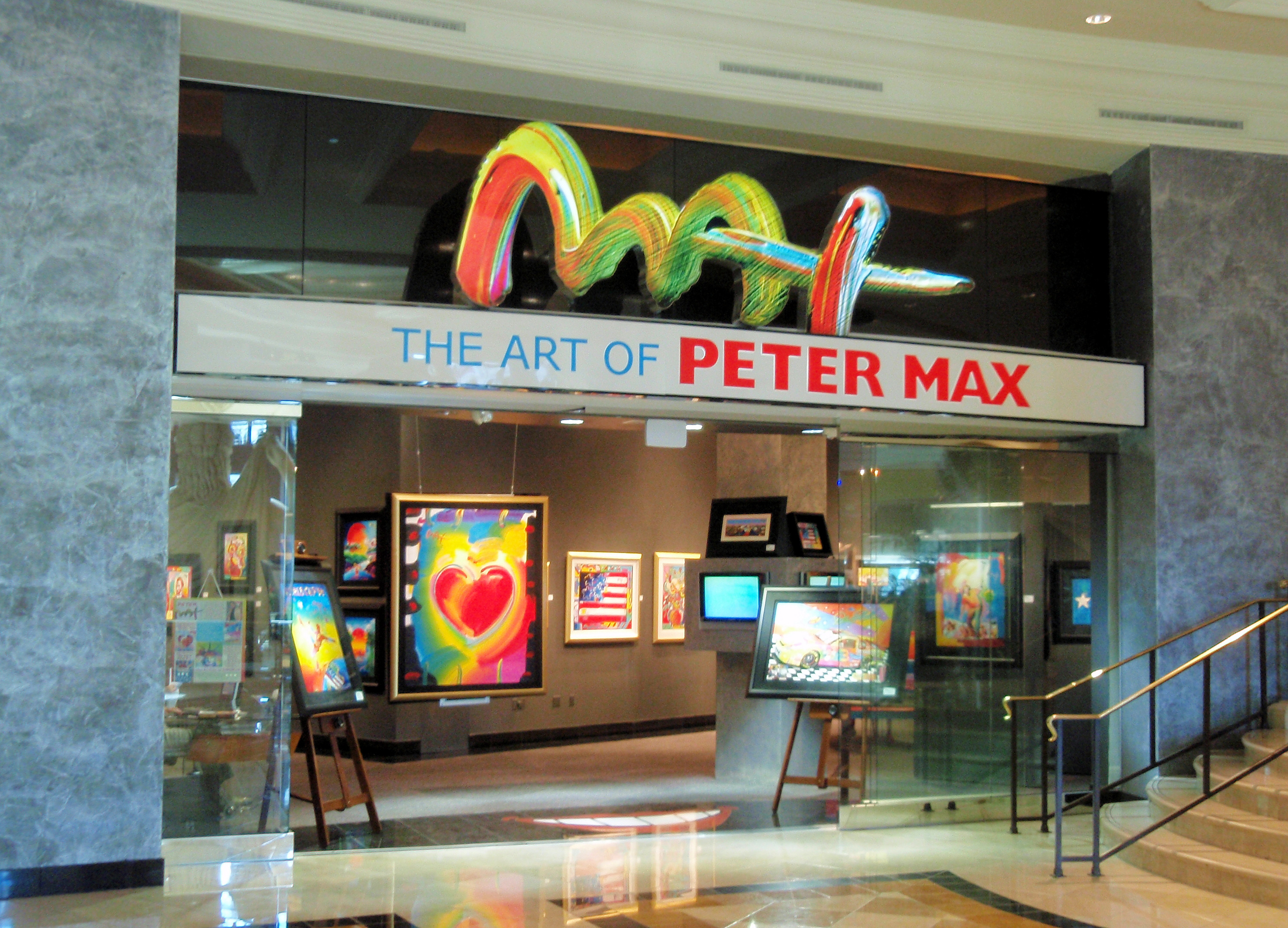
Una de las galerías de arte de Max, en The Forum Shops en Caesars en 2008

En 1989, Max diseñó la foto de la portada, así como la foto de 45 rpm de la manga de la foto del álbum de Aretha Franklin Through the Storm. En ese mismo año, Max pintó 40 coloridos retratos de Mijaíl Gorbachov para celebrar su política de glasnost y sus esfuerzos por democratizar la Unión Soviética. La obra se tituló 40 Gorbys.
En 1990, Max compró una colección de Chevrolet Corvettes para un proyecto de arte, pero nunca los usó. Fueron subastadas en 2020-2021 y las ganancias fueron donadas para beneficiar a los veteranos.
También en 1990, Max fue galardonado con los derechos de una sección masiva del Muro de Berlín, que se instaló en el acorazado Intrepid. Cinceló una paloma de la pared y la colocó encima, como símbolo de libertad.
En 1994, Max diseñó la ilustración para el decimocuarto álbum de estudio de la banda de rock progresivo Yes, Talk. En 2012, fue elegido para pintar el arte del casco del barco temático de Nueva York Norwegian Breakaway por Norwegian Cruise Line.
Max ha sido el artista oficial para muchos eventos importantes, incluyendo la Copa Mundial de 1994, los Premios Grammy, el Salón de la Fama del Rock and Roll, el Super Bowl y otros. En 2000, Max diseñó el esquema de pintura Dale Earnhardt condujo en la carrera de estrellas de Winston, desviándose del coche negro de Earnhardt. También fue el Artista Oficial de la Serie Mundial 2000, la "Serie Subway" entre los Yankees de Nueva York y los Mets de Nueva York.
Max pintó por primera vez el retrato de Taylor Swift como un regalo a la cantante por sus álbumes ganadores del Grammy, Fearless and Speak Now, y recientemente ha pintado nuevos retratos de Taylor Swift para conmemorar su éxito mundial.
En 2017, Max hizo la portada para la edición de agosto/septiembre de la revista AARP.
En 2019, The New York Times publicó un artículo de periodismo de investigación sobre el estado actual de Max, revelando que sufre de demencia avanzada, que ahora a menudo desconoce su identidad y su entorno, y que su estado mental deteriorado ha sido explotado en un esquema de fraude de arte masivo que se remonta al menos a 2015.

## Trabajo
La obra de arte de Max se asoció por primera vez con la contracultura, el neo-expresionismo, el neo-fauvismo y los movimientos psicodélicos en el diseño gráfico durante la década de 1960 y principios de 1970. Es conocido por usar ráfagas de color, que a menudo contienen mucho o todo el espectro visible. En 1970, Max publicó su primer libro, Poster Book, que contiene una colección de sus obras en forma de carteles, incluyendo un retrato de Toulouse-Lautrec utilizando su estilo de impresión de la firma, un cartel para Apolo 11, y un retrato de Bob Dylan. El libro fue un éxito tal que Max lanzó rápidamente un seguimiento en 1971 llamado Superposter Book. Esta edición contenía carteles de su portafolio comercial, carteles sobre la paz y el amor, e imágenes importantes de su vida e historia. Las repetidas afirmaciones de Max, que varían en detalle, de haber trabajado en Yellow Submarine han sido negadas por el equipo de producción.
Max trabaja en múltiples medios, incluyendo pintura, dibujo, aguafuerte (incluyendo aguatinta), collage, impresión, escultura, video e imágenes digitales. También incluye a los "medios de comunicación" como otro "lienzo" para su expresión creativa. Ha colaborado con empresas para crear ropa, artículos para el hogar, relojes y otros bienes materiales.
Max a menudo utiliza iconos y símbolos estadounidenses en su obra de arte. Ha creado pinturas de los presidentes Kennedy, Ford, Carter, Reagan y Bush, además de sus 100 Clinton, una instalación de retratos múltiples. Otras comisiones han incluido la creación del primer sello postal "Preserve the Environment", en honor a la Feria Mundial en Spokane, Washington; murales fronterizos en los puntos de entrada a los Estados Unidos desde Canadá y México; y exposiciones en más de 40 museos y 50 galerías en todo el mundo. A menudo presenta imágenes de celebridades, políticos, atletas y eventos deportivos y otros temas de la cultura pop en su obra de arte.
Uno de los aviones Boeing 777-200ER de Continental Airlines (con matrícula N77014) lució una librea diseñada por Max. Su obra de arte apareció en de CBS, donde debutó su "44 Obamas", en conmemoración de Barack Obama, el 44º presidente de los Estados Unidos. En 2013, HarperCollins publicó un libro de las memorias y pensamientos del artista llamado El Universo de Peter Max. En él, relata historias de su vida, así como descripciones y pensamientos en torno a algunas de sus obras de arte.

## Vida personal
Max se casó con su primera esposa Elizabeth Ann Nance en 1963 y se divorciaron en 1976. Max tuvo una relación de nueve años con la artista y modelo Rosie Vela, que terminó en 1985. También estaba conectado románticamente con Tina Louise. Max se casó con Mary Balkin en 1997; murió por suicidio (asfixia nitrogenada) en junio de 2019.
En noviembre de 1997, Max se declaró culpable en el tribunal federal de distrito de Manhattan de cargos de ocultar al Servicio de Impuestos Internos más de $ 1,1 millones de ingresos en relación con la venta de sus obras entre 1988 y 1991. La declaración llegó dos días antes de que fuera a juicio por una acusación de 11 cargos de conspiración y fraude fiscal. Bajo el acuerdo, se declaró culpable de un cargo de conspiración para defraudar al IRS y un cargo de evasión de impuestos, diciendo a un juez federal que había tomado pagos en efectivo, depositado los cheques de los clientes en su cuenta personal y organizado otras transacciones para evitar la responsabilidad fiscal. En junio de 1998 fue condenado a dos meses de prisión y a una multa de 30.000 dólares. El juez federal ordenó a Max pagar los impuestos que debía y realizar 800 horas de servicio comunitario.
Max es un ecologista, vegano y partidario de los derechos humanos y animales. En 2002, Max contribuyó a los esfuerzos de rescate para Cincinnati Freedom, una vaca que escapó de un matadero de Ohio. La vaca saltó sobre una valla de seis pies mientras los trabajadores del matadero estaban descansando y eludieron la captura durante once días. Max donó $180,000 de su arte para beneficiar a la Sociedad para la Prevención de la Crueldad a los Animales, parte de una cadena de eventos que finalmente llevó a que la vaca fuera enviada a Farm Sanctuary en Watkins Glen, Nueva York, un hogar permanente donde la vaca permaneció por el resto de su vida.
Max vive en la ciudad de Nueva York y tiene dos hijos, Adam Cosmo Max y Libra Astro Max. Ha desarrollado demencia avanzada, en gran parte el resultado de la enfermedad de Alzheimer. Hay controversia acerca de la tutela bajo la que Max está actualmente. Su hija está trabajando para revisar la tutela. 